# Héro et Léandre
Pour les articles homonymes, voir Léandre.

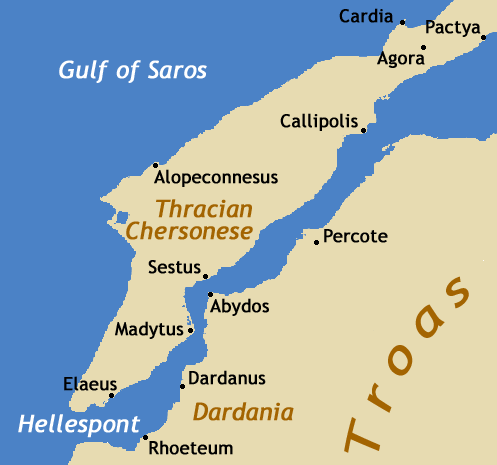
L'Hellespont avec Sestos et Abydos

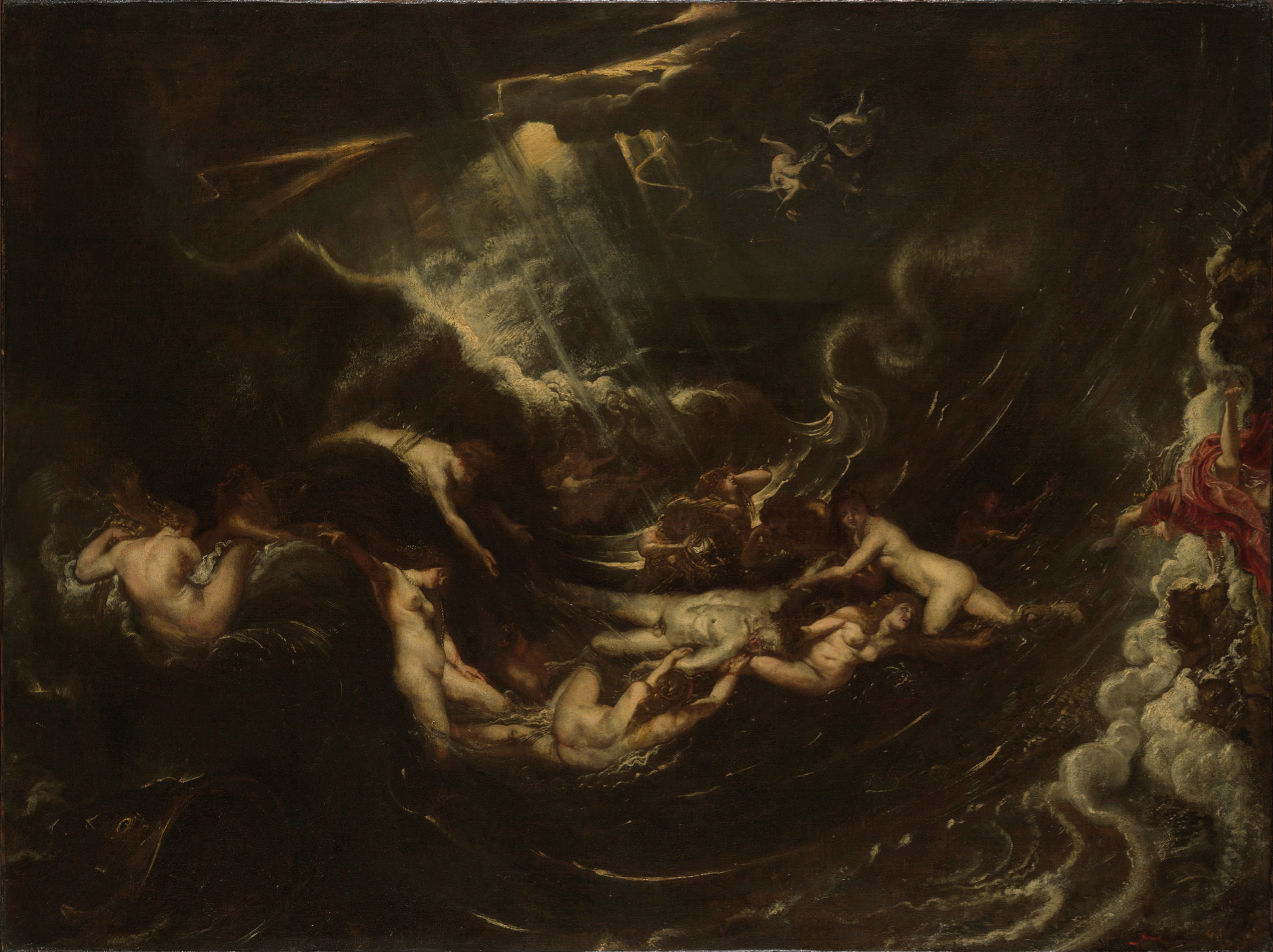
Pierre Paul Rubens, Héro et Léandre, Yale University Art Gallery.

Héro et Léandre (en grec ancien : Ἡρώ καὶ Λέανδρος / Hērṓ kaì Léandros) sont un couple d'amoureux de la mythologie grecque. Le poète latin Ovide a imaginé dans les Héroïdes une lettre écrite par Léandre à Héro, et sa réponse.

## Récit antique
Héro est une prêtresse d'Aphrodite à Sestos (sur la rive européenne de l'Hellespont), tandis que Léandre habite à Abydos, sur la rive asiatique. Toutes les nuits, Léandre traverse le détroit à la nage guidé par une lampe qu'Héro allume en haut de la tour où elle vit. Mais lors d'un orage, la lampe s'éteint et Léandre s'égare dans les ténèbres. Lorsque la mer rejette son corps le lendemain, Héro se suicide en se jetant du haut de sa tour.

## Postérité après l'Antiquité

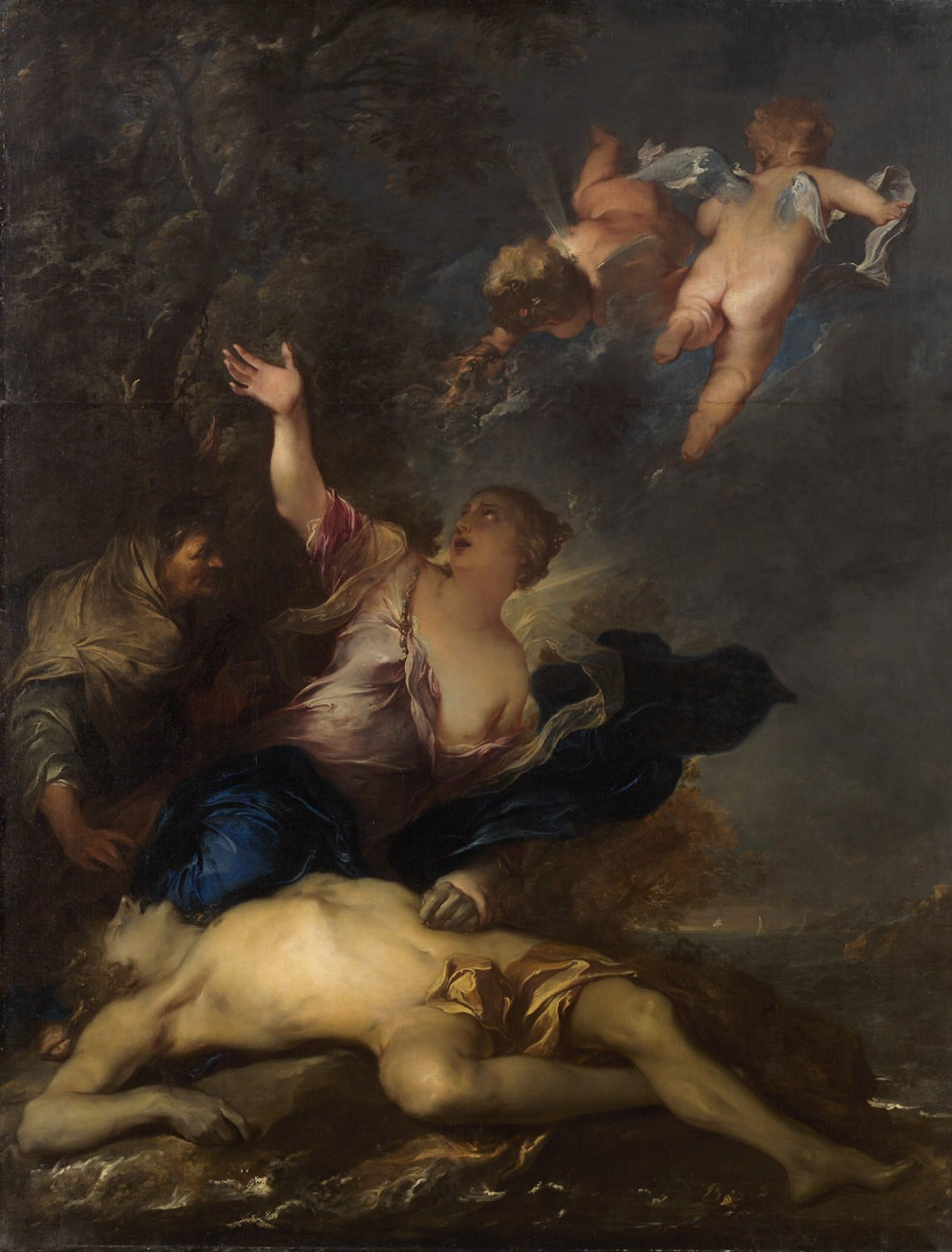
Gillis Backereel, Héro pleure la mort de Léandre, Kunsthistorisches Museum à Vienne.

Cette histoire a inspiré de nombreux auteurs : Musée, Christine de Pizan, Étienne de la Boétie, Friedrich Schiller, Pierre-Jacques-René Denne-Baron et Christopher Marlowe en ont fait des poèmes ; Straparola un conte ; Milorad Pavić un roman, l'Envers du vent. On peut également citer la traversée à la nage de Lord Byron en 1810 entre Sestos et Abydos, effectuée en 1 h 10.
Au XVIIe siècle, le récit fait aussi le sujet d'une relecture amusante par le dramaturge anglais Shakespeare dans la comédie Comme il vous plaira. Dans la scène première de l'acte IV, Rosalinde, grimée en homme, déclare : « Ce pauvre monde est vieux d'à peu près six mille ans, et pendant tout ce temps-là il n'y a pas un homme qui soit mort en personne, j'entends pour cause d'amour. (…) Quant à Léandre, il aurait vécu nombre de belles années, quand Héro se fut faite nonnain, n'eût été la chaleur de certaine nuit de juin ; car ce bon jeune homme alla tout simplement se baigner dans l'Hellespont, et, étant pris d'une crampe il se noya. »
Alexandre Radichtchev mentionne une histoire semblable à propos du lac Valdaï : un moine du monastère Iversky, tombé amoureux de la fille d'un habitant de Valdaï, et qui traversait chaque nuit le lac à la nage pour retrouver sa bien-aimée, finit par se noyer. L'auteur fait nommément référence à Héro et Léandre à ce sujet (mais doute qu'en l'occurrence, la jeune femme se soit laissée périr de désespoir).
Parmi les artistes peintres ayant été inspirés par cette légende, on peut citer les Français Théodore Chassériau et Jean-Joseph Taillasson, l'Américain Cy Twombly, le Flamand Rubens ou encore le Britannique William Turner, et le graveur néerlandais Frederik Bloemaert.
Côté musique, Pierre de La Garde a composé une pièce lyrique sur un livret de Pierre Laujon, représentée le 25 février 1750. Louis-Nicolas Clérambault a composé une cantate, Léandre et Hero vers 1700, René de Galard de Béarn, Marquis de Brassac a composé une tragédie en musique, paroles de Lefranc de Pompignan en 1750. Guillaume Bouteiller a composé une cantate Héro et Léandre (Prix de Rome en 1806). Giovanni Bottesini a créé son opéra Ero e Leandro en 1879, et Alfredo Catalani a écrit le poème symphonique Ero e Leandro en 1884, tandis qu'Augusta Holmès a écrit un opéra Héro et Léandre en 1875.
Il y a également une tour de Léandre à Istanbul.

## Interprétations
Pour Pierre Somville, le mythe de Héro et Léandre est un « exemple d’héroïsation ». Jean Haudry y voit plus précisément l'illustration d'un schème notionnel indo-européen « traverser l'eau de la ténèbre hivernale » dont il représente l'échec : Léandre se noie en tentant de traverser à la nage de nuit, en hiver, un bras de mer pour aller rejoindre Héro, dont l'étymologie du nom est lié à la belle saison. Il tente ainsi de « conquérir l'année », donc de devenir un héros, mais sa tentative échoue.

#### Sources
- Musée, Héro et Léandre [lire en ligne].
- Ovide, Héroïdes [détail des éditions] [lire en ligne] (XVIII ; XIX).
- Strabon, Géographie [détail des éditions] [lire en ligne] (XIII, 1, 22).
- Virgile, Géorgiques [détail des éditions] [lire en ligne] (III, 258).

#### Études modernes
- Jean Haudry, Vues nouvelles sur la tradition indo-européenne dans la Grèce ancienne, Études indo-européennes, 2009
- (en) Silvia Montiglio, The Myth of Hero and Leander: The History and Reception of an Enduring Greek Legend, Library of Classical Studies, 19. London; New York: I.B. Tauris, 2018,  (ISBN 9781784539566)
- (en) Brian Oliver Murdoch, The Reception of the Legend of Hero and Leander, Brill, 2019, 419 p.